# Jezioro Lipińskie
Jezioro Lipińskie – jezioro w woj. warmińsko-mazurskim, w powiecie ełckim, w gminie Ełk, leżące na terenie Równiny Mazurskiej.

## Charakterystyka
W jego środku znajduje się przewężenie, przez które biegnie droga do dawnej wsi Lipińskie. We wschodniej części zbiornika znajduje się zatoka Buchta, oddzielona od reszty jeziora półwyspem, Pistkowski Ostrów. W południowym krańcu jeziora w trzcinach ukryty jest ciek (1,6 km). Jezioro ma niskie brzegi, południowe miejscami podmokłe, zalesione z wyjątkiem części południowo-zachodniej. Linia brzegowa rozwinięta dzięki wąskiej odnodze (dł. 1,7 km). Brzeg południowo-zachodni jest niedostępny ze względu na umiejscowiony tam poligon wojskowy. Od zachodu łączy się z wąskim jeziorem Kraksztyn. Jezioro Lipińskie stanowi południowo-wschodnią granicę gminy Orzysz

## Turystyka
W północno-zachodniej części wypływa struga, płynąca do jeziora Kraksztyn, a dalej połączenie z jeziorami Druglin Duży, Rostki i Orzysz. Prowadzi tędy szlak kajakowy im. Michała Kajki.